# Arshaluys
Arshaluys (en arménien Արշալույս ; jusqu'en 1935 Kyorpalu) est une communauté rurale du marz d'Armavir, en Arménie. Elle compte 4 117 habitants en 2009.
Arshaluys est traversée par la M5.